# Antoni Symonowicz
Antoni Symonowicz ps. „Tolek“, „Prezes“ (ur. 31 marca 1916 w Wiesiei, zm. 14 września 2001) — polski prawnik, narodowiec, wykładowca Szkoły Głównej Planowania i Statystyki.

## Życiorys
Syn Władysława i Anny z d. Kondratowicz. Uczęszczał do Gimnazjum im. Stanisława Staszica, a następnie podjął studia na Wydziale Prawa Uniwersytetu Warszawskiego, kończąc je w 1939 (ukończył je w 1939).
Od 1932 był działaczem Obozu Wielkiej Polski, a od 1934 – Obozu Narodowo-Radykalnego. Rok później wszedł w skład Organizacji Politycznej. Był również działaczem Sekcji Akademickiej OP oraz kierownikiem wyszkolenia Grup Szkolnych ONR, które prowadzono w majątku Dłużewskich w łomżyńskiem.
Po wybuchu II wojny światowej związał się ze Związkiem Jaszczurczym. Współorganizował tajny Wydział Prawa Uniwersytetu Warszawskiego oraz UZZ.
Został aresztowany 23 listopada 1945. Został skazany pół roku później (1 czerwca 1946) przez Wojskowy Sąd Rejonowy w Warszawie na 10 lat pozbawienia wolności. Karę odbywał na Mokotowie oraz we Wronkach. W 1968 obronił w Szkole Głównej Planowania i Statystyki pracę doktorską. Pracował w Szkole Głównej Planowania i Statystyki (1970-1990) oraz Instytucie Meterologii i Gospodarki Wodnej (1968-1982). W 1972 uzyskał stopień doktora habilitowanego, w 1982 tytuł profesora.
Zajmował się ekonomicznymi podstawami opłat za pobór wody i odprowadzanie ścieków, zaproponowany przez niego system został wprowadzony w ustawie - prawo wodne z 24 października 1974.